# Zhukovskiy (Mondkrater)
Zhukovskiy ist ein Einschlagkrater auf der Rückseite des Mondes und kann deshalb
von der Erde aus nicht direkt beobachtet werden. An seinem östlichen Rand schließt sich der Krater Lebedinskiy an, so dass die beiden ein Kraterpaar bilden. Ost-südöstlich liegt der Krater Engelhardt und noch weiter im Südosten der riesige Krater Korolev.
Der Rand von Zhukovskiy weist, vor allem an den nördlichen und südlichen Enden, einige Erosionsspuren auf. Der Kraterboden ist eben bis auf einen kleinen, auffallenden Krater, der die südliche Hälfte einnimmt.

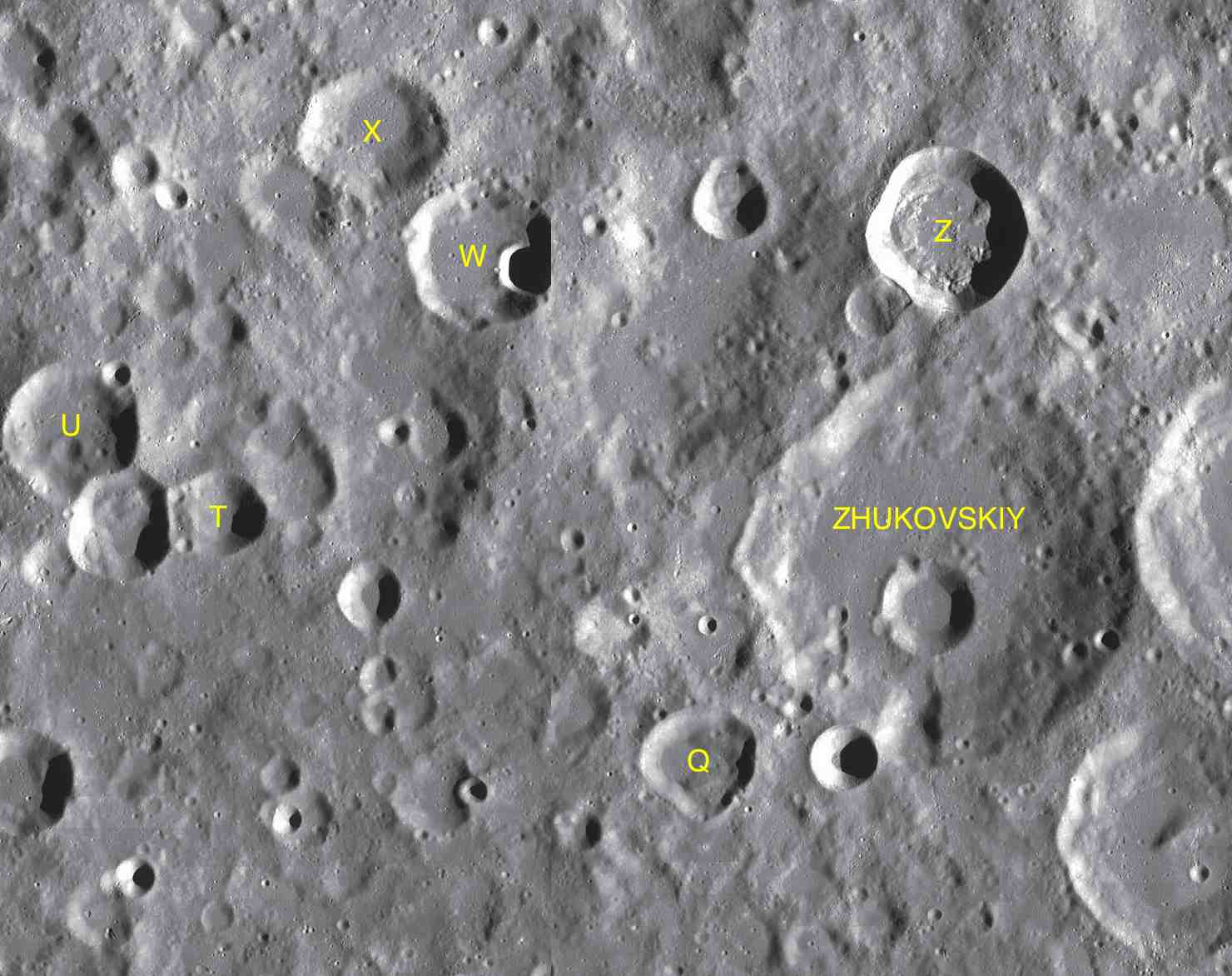
Zhukovskiy und seine Nebenkrater

Zhukovskiy hat sechs Nebenkrater:
| Buchstabe | Position            | Durchmesser | Link |
| --------- | ------------------- | ----------- | ---- |
| Q         | 6,3° N, 168,84° W   | 24 km       |      |
| T         | 8,14° N, 171,8° W   | 22 km       |      |
| U         | 8,62° N, 172,89° W  | 29 km       |      |
| W         | 9,96° N, 169,97° W  | 30 km       |      |
| X         | 10,76° N, 170,69° W | 28 km       |      |
| Z         | 9,88° N, 167,15° W  | 32 km       |      |